# 台州府城
台州府城，全称台州府城文化旅游区，是位于今中华人民共和国浙江省临海市的文化保护及风景旅游区。2022年入选国家5A级旅游景区。景区以以台州府城墙为核心，包括巾山塔群、恩泽医局旧址等全国重点文物保护单位，及紫阳街商业街区，东湖等景点。自591年起，台州府城一直是台州地区的治所，直至1993年改治椒江。其城墙始建于东晋，历经各朝代修整保留，兼具军事和防洪需求，是明长城的范本，2006年起位于世界文化遗产预备名录之列。

## 城市沿革
临海位于台州地区各县市中心，历来为台州文教中心。太平二年（257年），孙吴分会稽郡东部置临海郡，治章安，是为台州建郡之始。隋开皇十一年（591年）起，以大固山麓为临海县治治所，自此成为历代郡治、州治、路治、府治所在地。唐武德五年（622年），设置台州，台州以天台山而得名，下辖临海县，是为台州之名之始。1993年以前，台州的地区行署驻地均在临海。1993年，台州撤区设市，改治椒江。设置县级临海市，由地级台州市代管。

## 府城城墙
台州府城平面大致为方形，总周长约6287米。城墙总体沿东北至西南方向延展，高7米，设有4座城门、瓮城和8座马面。其布局利用了地形优势，北侧沿北固山山脊延伸至灵江东岸，西至巾山西麓，形成了后靠北固山、前临灵江的防御体系，其中北部段因依山而建，地势最为险峻。西、南两面临江，长度合计2370米，东面城墙长1615米于1956年被拆除，而北面城墙长2300米，位于山脊线上，并在20世纪90年代基于原有墙基重建。

### 修建历史
台州府城的城墙最初在东晋时期建立，并在唐代进行了扩建，到了宋代时期定型，明清时期进一步完善。北宋太平兴国三年（978年），吴越国王钱俶决定摧毁各地城墙以示对宋朝的忠诚，包括临海古城在内的十三州城墙也在此列。但因临海城墙在灵江段具有防洪功能，因此被保留下来。
北宋庆历五年（1045年），知州彭思永对城墙进行了重修，采用砖石包砌技术，并使用糯米或灰浆作为粘合剂，使得城墙更加坚固，同时提升了防洪能力。北宋熙宁四年（1071年），知州钱暄为了满足军事防御和防洪的需求，调整了城墙的位置，使之退至东湖内侧。自此，台州府城的城墙及其建筑风格逐渐定型。宋代的台州府城呈现出独特的子母双城结构，其中子城在东、南、西三面各设有城门，分别命名为顺政门、谯门、迎春门。北宋时期著名的东山阁，即现在的古寿楼台位于西门街上。随着时间的演变，两山两水的布局、环城的城墙、不规则的城池轮廓及棋盘式街巷格局得以保留，使台州府城墙整体上保持了宋代的风貌。

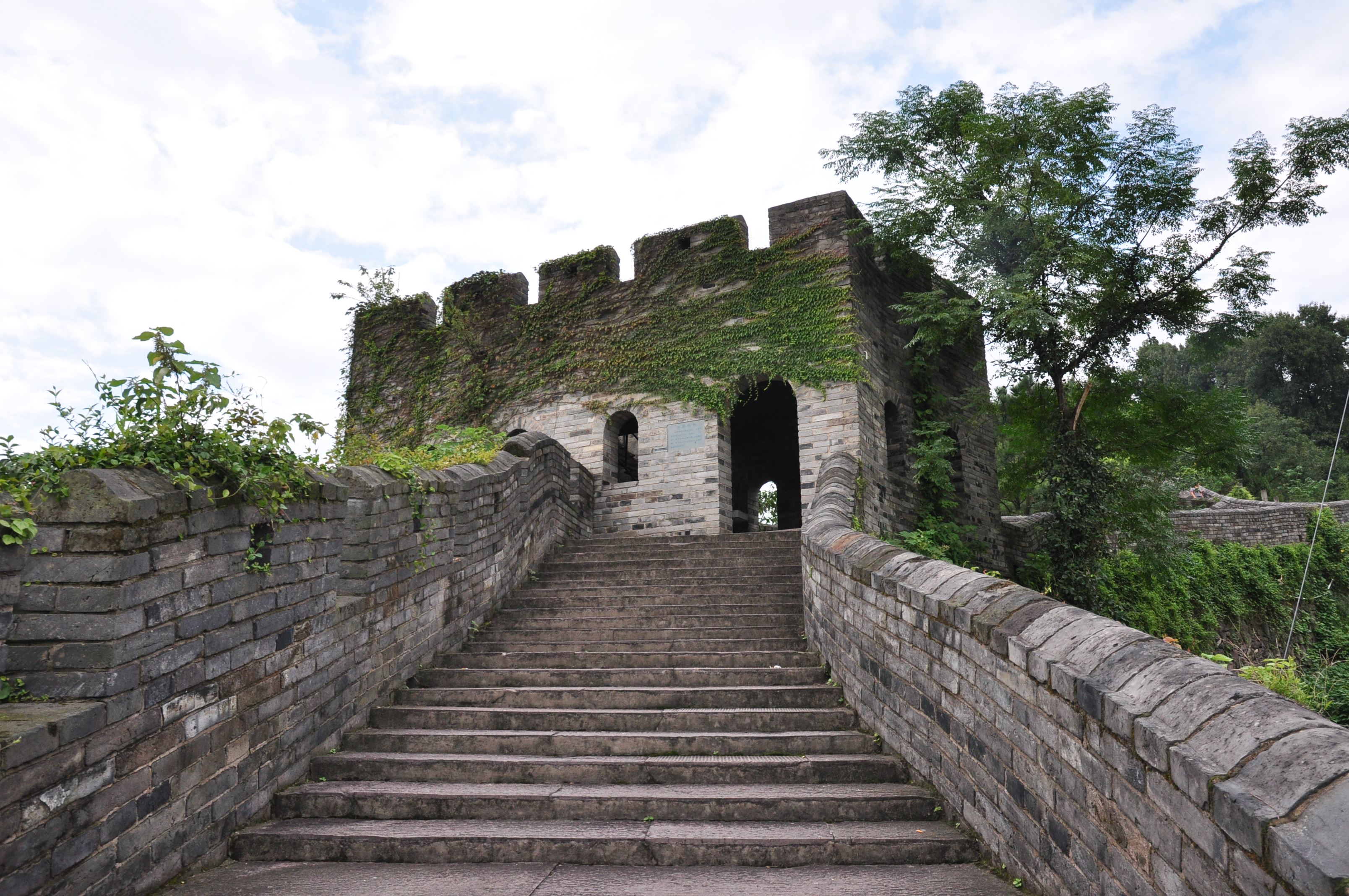
临海古城墙敌楼

明代名将戚继光在临海驻守八年期间，联同知府谭纶对台州府城墙进行加高加厚改造，以增强对倭寇的防御力。他们还创新建造了十三座二层空心敌台，显著提升了城墙的防御功能，塑造了城墙的现有形态。戚继光后被调至北方负责长城防务，将在临海的建筑和防御经验带至北方，应用于长城的修建和强化中。北京八达岭、慕田峪、天津黄崖关、河北山海关等地的长城都体现了戚继光的影响。因此，台州府城墙被誉为北京明长城的前身和参考模板。
其瓮城建于清康熙五十一年（1712年）。城墙的修建和加固，采用了适应防洪的独特构造，如特殊的马面设计、城门的“天窗”结构、增加捍城与护城等技术。在设计和修筑上，将瓮城构建成弧形，尤其是将面向水的“马面”设计为半圆形，而另一侧则保持方形。这种设计在全国的古城墙中是唯一的例子。马面结构原本用于扩大防守范围，后来经过改良，迎水面被设计成弧形或斜形以减轻水流冲击，增强了结构的稳定性。

### 使用历史
临海的地理位置因其险要与雄伟，赋予了极高的军事地理价值。明代临海学者王士性曾评价台州城地势之险，西南两面临江，西北高峭如天壁，仅东南略显平坦，且有湖濠防御，难以攻克。据民国时期《台州府志》记载，从唐至清的冷兵器时代，台州城经历15次战争，多数以守方胜利结束。

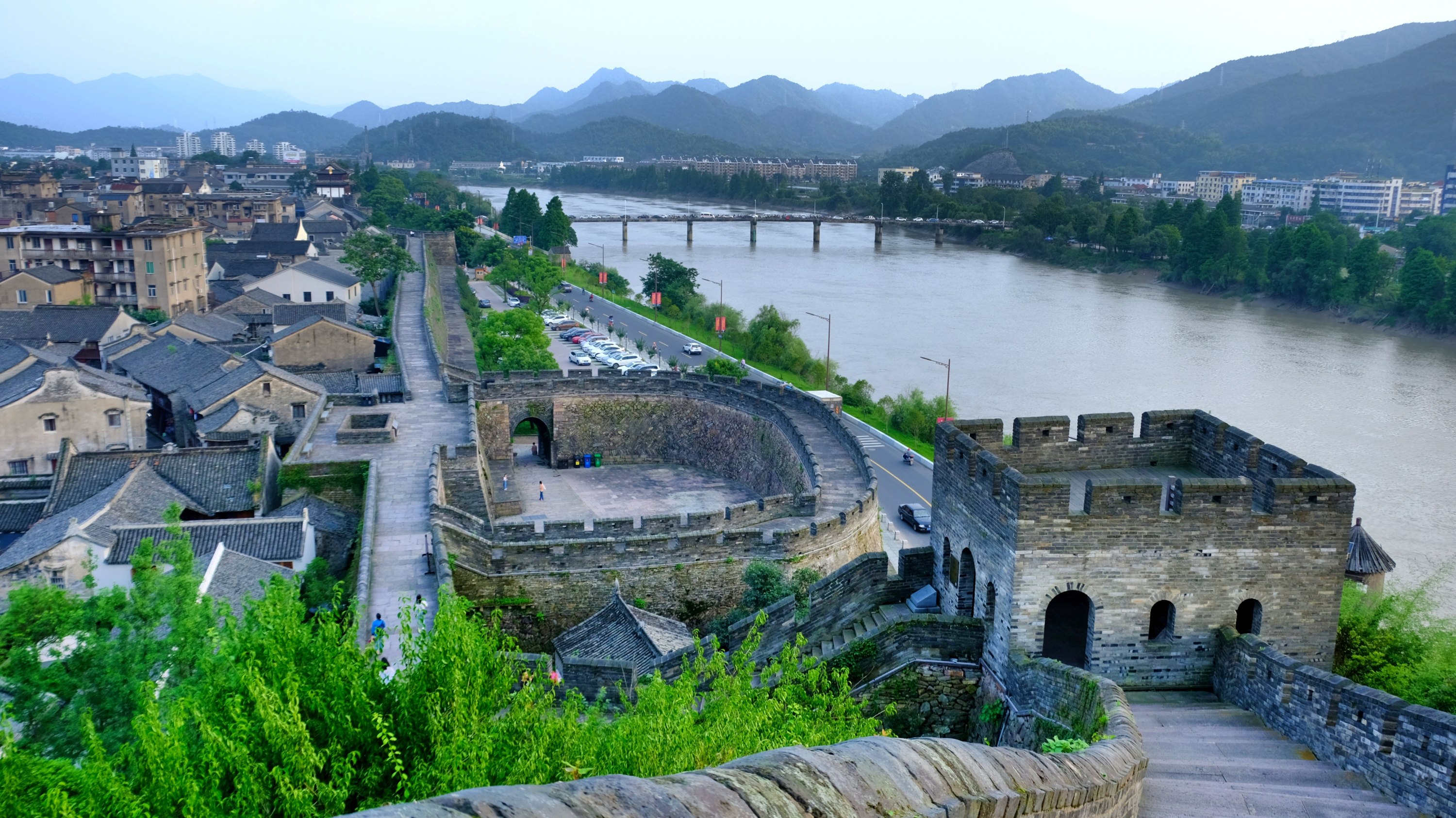
临海古城墙临水段

台州府城墙不仅在军事上有着显著作用，更重要的是其防洪功能。由于地处灵江入海处，台州府城常受洪水威胁。历史上多次大水灾，如南宋和清代的洪灾，都对城市造成了严重破坏。城墙沿江段的朝天门和瓮城，尤其在台风和雨季期间，起到了关键的“防洪堤”作用。
2016年5月，在台州府城墙，镇宁门的瓮城部分发生了塌方，影响范围大约10米宽，五六米高。塌方后，城墙的砖石形成了斜坡，暴露了内部的夯土结构。城墙上的石匾仍保留“宁”字，而“镇”字已落地。塌方范围相对较小，预期修复工作能较好地恢复城墙的原始面貌。2019年8月10日凌晨，超强台风利奇马在浙江台州登陆，导致当地发生严重涝灾，台州府城墙墙根遭受淹没；因有城墙的保护，城内的建筑并未倒塌。

### 城墙保护
早在1990年，临海市政府已有提议将台州府城墙申报为世界文化遗产，并进行了初步研究。1994年，临海获得国家历史文化名城称号。1995年8月，临海市举办了一场旨在修复古城墙的动员大会，鼓励市民参与到“我为名城献一砖，万民修复古城墙”的活动中。1995年其，开始实行城墙的修缮，至2000年10月完成。
1997年8月29日，台州府城墙被指定为浙江省级文物保护单位，2001年6月25日，台州府城墙升格为全国重点文物保护单位。2003年，为台州府城墙的保护成立了专门的保护与开发管理委员会。2006年，南京、西安等城市开始联合申报“中国明清城墙”为世界文化遗产。2009年8月，临海市委、市政府决定正式启动申遗程序，计划加入“中国明清城墙”组合，向世界文化遗产预备名录提交申报。
台州市自2018年1月1日起施行《台州府城墙保护条例》，该条约成为台州市首次以立法形式对文化遗产进行保护的地方性法规，也是继两部其他条例后制定的第三部条例。该条例特别将每年的5月10日定为“台州府城墙保护日”，这一设定是为了纪念1561年（明嘉靖四十年）4月27日（公历5月10日）戚家军在台州府城外花街之战中大败倭寇的历史事件，以此表彰戚家军在抗倭斗争中的英勇表现。
在2020年代，市政府投入了近6000万元进行台州府城墙的修缮工作，并且修订了《台州府城墙保护条例》，致力于推动台州府城墙成为世界文化遗产的申报工作。2022年7月15日，文化和旅游部宣布台州府城文化旅游区为国家5A级旅游景区，这使它成为浙江省内第20家获此荣誉的旅游景区。

## 市镇布局

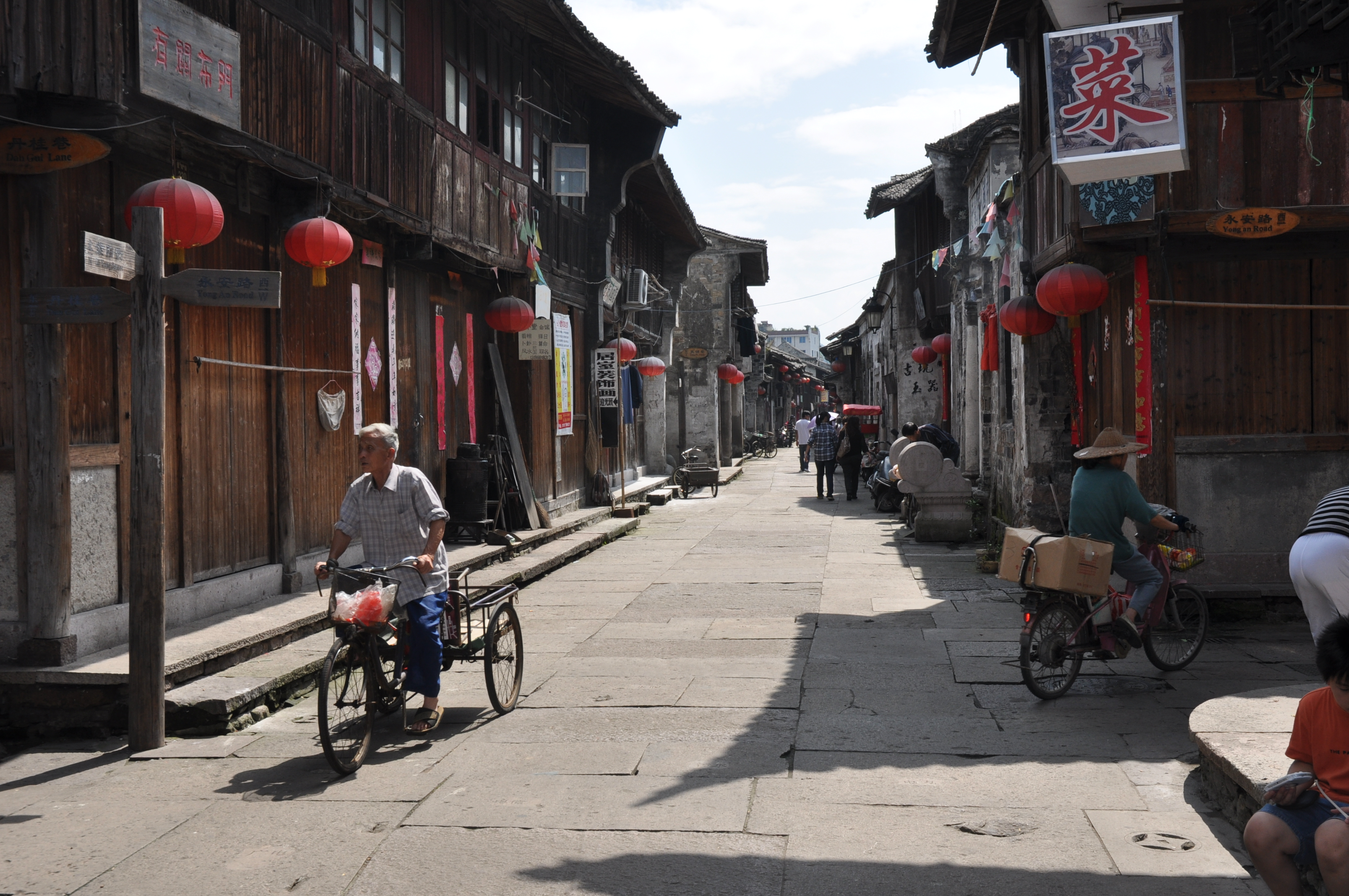
2010年时的紫阳古街

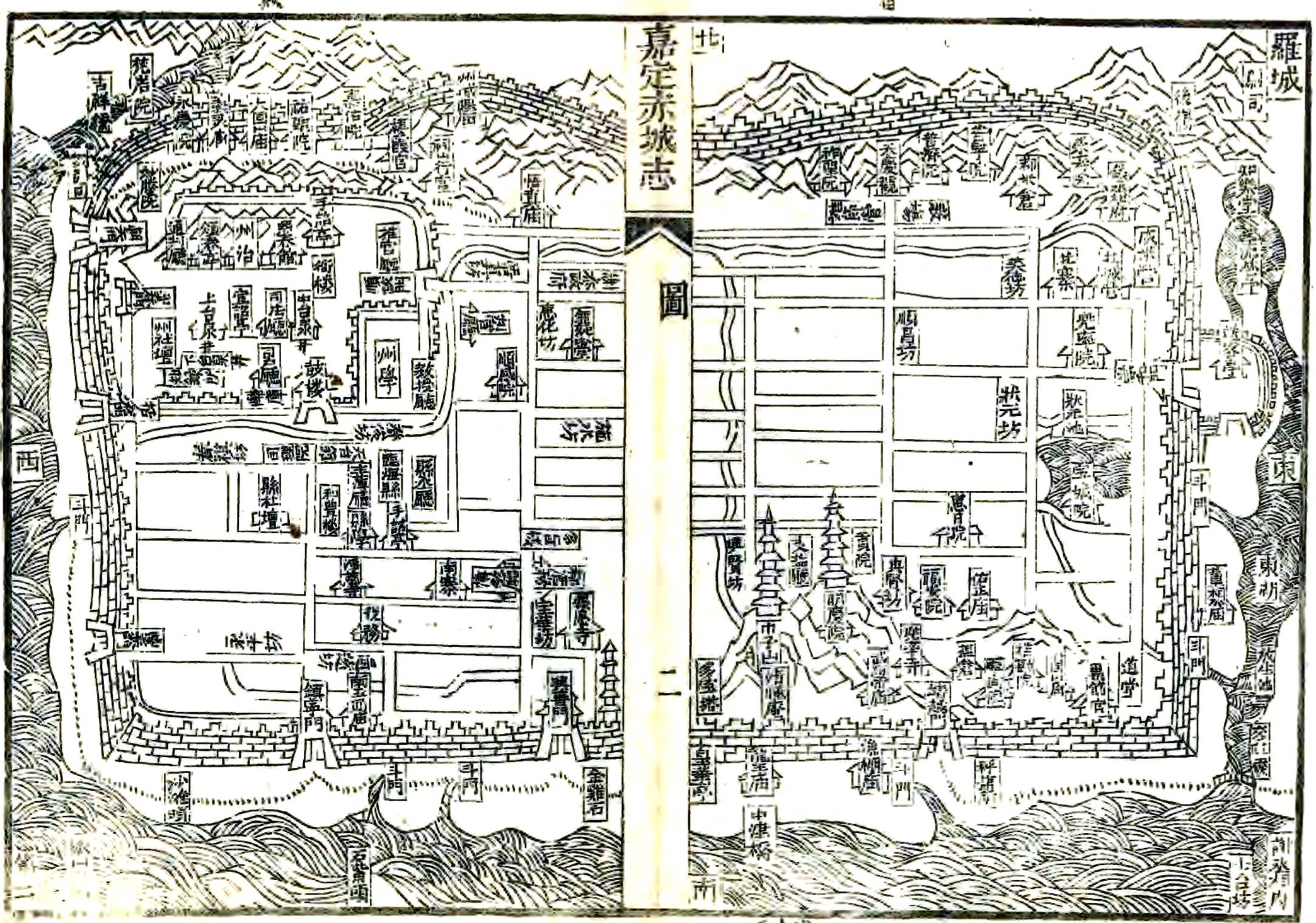
南宋《嘉定赤城志》中的台州府城地图

台州府城有“府城日日市”之称。府城内3.12平方公里里，主街三纵三横，延展出50余条小巷，期间2.8万居民生活其中。

### 紫阳街商圈

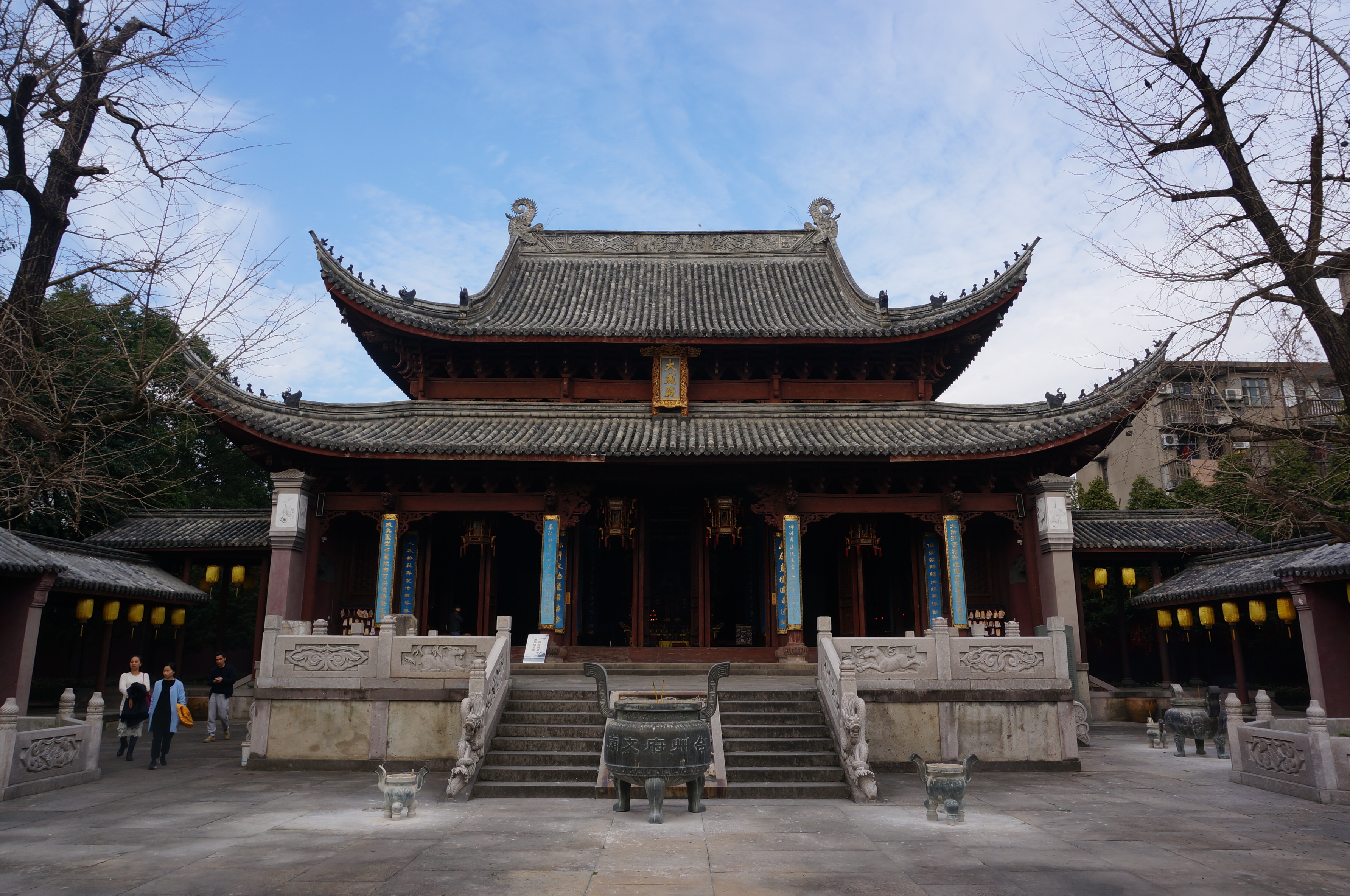
紫阳街上的台州府文庙

紫阳街，始建于三国时期，作为台州府城的中心轴线，全长约1080米。这条街保留了青石板路，维护得旧貌如新。街道两旁分布着张秀娟剪纸、钟表科普博物馆等多个历史博物馆，展示着丰富的文化遗产。紫阳街的商铺多为楼下开设店铺，楼上作为店主的住宅。根据临海市文旅集团的介绍，紫阳街的商业业态多样，目前约60%的店铺为经营性业态，其中25%属于传统文化店铺，35%为引入的新兴年轻业态。
从2004年9月开始，临海市政府对紫阳街进行了保护性修缮，确保了该街区的历史风貌得以保留。在这一过程中，只有少数居民选择外迁，而且紫阳老街未曾建造任何高楼大厦。15家主题博物馆、12家非遗展示馆，60余家传统店铺被保留在城市中。在紫阳街商圈，现有店铺超过1100家，2020至2023年间，客流量和店铺收入分别实现了翻番和五倍增长。

### 旅游发展
自2016年起，台州府城重点改善了景区原住民的生活条件，投入超过30亿元人民币，推动临海市成为5A级景区。通过台州府城的发展，临海市举办了央视跨年晚会、朱自清文学周、中华民厨大赛、柴古唐斯越野赛等文化旅游活动。同时，“千年台州府，江南真宋城”旅游品牌得到推广。截至2023年9月9日，台州府城文化旅游区当年游客人次首次突破1000万，刷新了历史记录。
2023年，台州府城启动了“台州府城老字号”复兴计划，并建立了全国首个针对青年文旅创业的基金。同时成立了台州府城青年创业者联盟，并针对20处国有房产进行招商，吸引创业者。2023年春节期间，台州府城文化旅游区共吸引了71.26万名游客，根据文化和旅游部的监测数据，在全国古城古镇类5A景区排名中位居第二，仅次于丽江。
为了进一步提升游客体验，台州府城计划实施一系列新措施。计划中包括打造分散的点状业态布局，引导游客探索景区3.14平方公里的每一个角落，以扩大府城的活动范围。同时，将推出东湖夜游和状元楼沉浸式体验项目，并实施老字号复兴计划。

## 城内园林

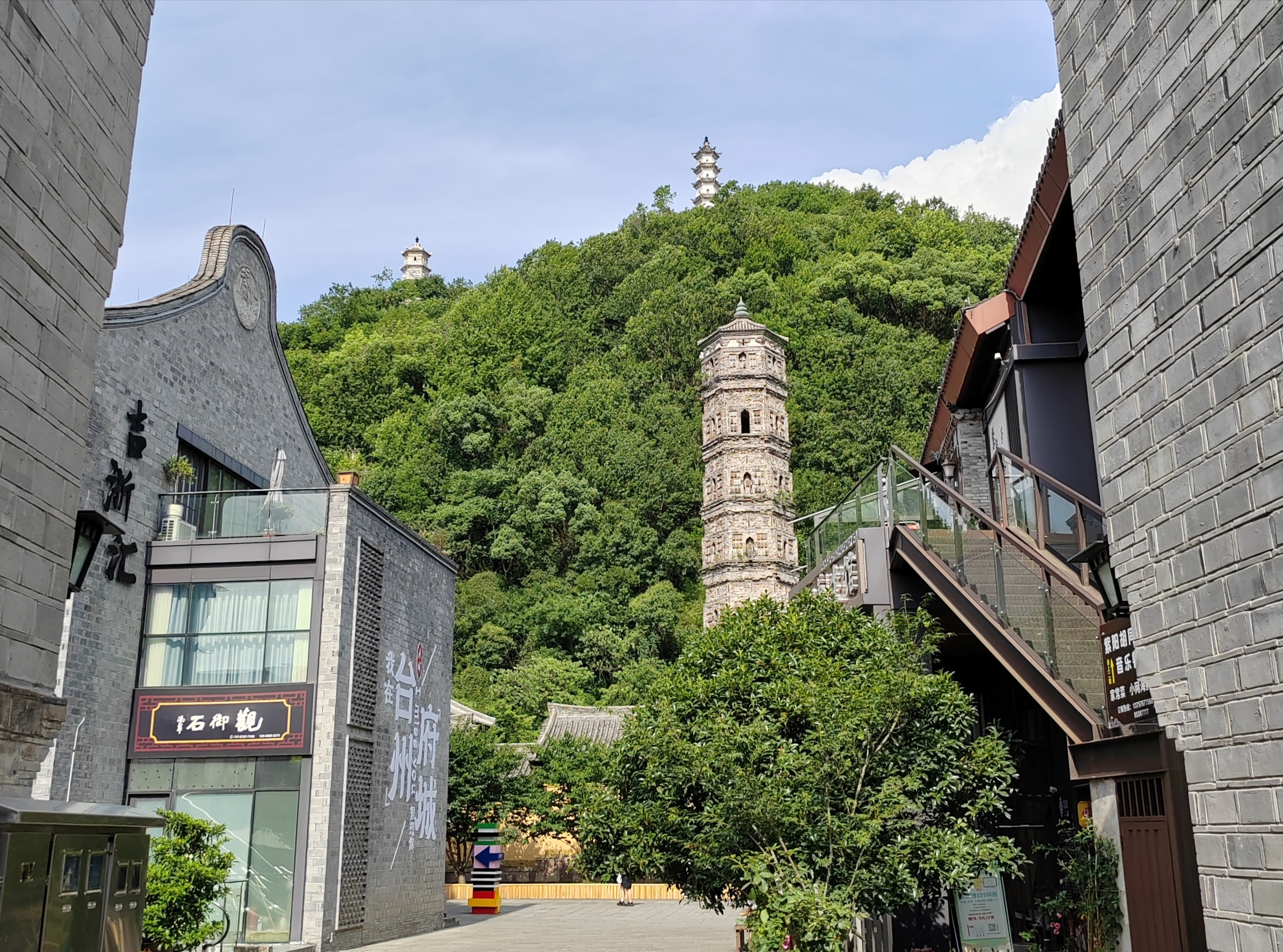
巾山塔群

台州府城内拥有众多园林景点，其中巾山和东湖尤为知名。城西北部的龙顾山新开辟了广文公园，与郑广文纪念馆相辅相成。

### 巾山
巾山，又称巾子山，位于城市东南角，海拔约100米，东接小固山。山体东西两峰对峙，中间是凹谷，形似巾帼，因传说皇华真人得道升天时帽子坠落于此而得名。山上古木茂盛，寺院楼阁点缀其间。登山可北望城市全貌，南眺远郊，俯瞰灵江，成为市民休闲娱乐和日常锻炼的好去处。山顶东西峰上矗立着大小两座塔，西侧半山腰有南山殿塔，西北麓有天宁寺塔，共同构成了独特的群塔景观。自晋唐以来，巾山就是著名的景点，曾有近40处宫阁寺楼，被誉为“一郡游观之胜”。山间新建了双帻亭，岭头西侧则新建了逋翁亭，以纪念唐代诗人顾况。

### 东湖
东湖位于城东侧，因位置而得名，原为城北白云山和山宫溪流汇合之处，南流入灵江。宋代知州张蔚在此建造船厂，驻扎水军，后来知州钱喧将其修建为湖泊，此后不断扩建。湖泊呈长方形，南北长约500米，东西宽约150米。1985年进行了大规模修复。湖区主要景观以湖水为主，周围山色为辅。湖中有东西向的横堤，将湖分为前湖和后湖，横堤中部向北再筑一堤，将后湖分为东后湖和西后湖。两堤交汇处是一个小岛，岛上树木葱郁。清代建造的樵云阁在1974年废弃，原址现为文化活动场所。湖中新添了三座水榭，增添了湖区的风采。前湖中心的小岛上有湖心亭，是观光的理想地点。后湖的纵堤上建有逢源亭，亭南北两侧各建有一座逢源桥。后湖北侧的岛屿上设有儿童公园。湖北山麓有烈士陵园，周围松柏环抱。沿湖西岸新建了多项体育和文化设施。